# Lili Drčar
Lili Drčar (* 12. April 1990) ist eine slowenische Biathletin.

## Leben
Lili Drčar lief seit 2006 im Europacup der Junioren. Mehrfach erreichte sie dort Ergebnisse unter den besten Zehn. 2007 in Martell und 2008 in Ruhpolding nahm sie an Junioren-Weltmeisterschaften teil. Bestes Resultat war 2008 ein 19. Rang im Einzel. Bei den Junioren-Europameisterschaften 2008 belegte Drčar Range zwischen 17 und 21.
2008 debütierte die junge Slowenin in Ruhpolding im Biathlon-Weltcup. Dort wurde sie 86. im Sprint und 13. im Staffelrennen. Kurz darauf nahm sie an den Biathlon-Weltmeisterschaften 2008 in Östersund teil und wurde in drei Rennen eingesetzt. Im Einzel lief sie auf Platz 89, im Sprint wurde sie 90. und mit der slowenischen Frauenstaffel 12. Im Jahr darauf wurde Drčar in Pyeongchang erneut bei der WM eingesetzt und lief auf Platz 101 im Einzel und wurde 98. des Sprintrennens.

## Biathlon-Weltcup-Platzierungen
Die Tabelle zeigt alle Platzierungen (je nach Austragungsjahr einschließlich Olympische Spiele und Weltmeisterschaften).
- 1.–3. Platz: Anzahl der Podiumsplatzierungen
- Top 10: Anzahl der Platzierungen unter den ersten zehn (einschließlich Podium)
- Punkteränge: Anzahl der Platzierungen innerhalb der Punkteränge (einschließlich Podium und Top 10)
- Starts: Anzahl gelaufener Rennen in der jeweiligen Disziplin

| Platzierung                      | Einzel | Sprint | Verfolgung | Massenstart | Staffel | Gesamt |
| -------------------------------- | ------ | ------ | ---------- | ----------- | ------- | ------ |
| 1. Platz                         |        |        |            |             |         |        |
| 2. Platz                         |        |        |            |             |         |        |
| 3. Platz                         |        |        |            |             |         |        |
| Top 10                           |        |        |            |             |         |        |
| Punkteränge                      |        |        |            |             | 2       | 2      |
| Starts                           | 3      | 5      |            |             | 2       | 10     |
| Stand: nach der Saison 2009/2010 |        |        |            |             |         |        |